# Дворец Таш-Хаули
Таш-Хаули — дворцовый комплекс в Хиве (Узбекистан), главный дворец хивинских ханов в XIX веке.

## Строительство
Дворец расположен в восточной части Хивы был построен Аллакули-ханом. Строительство дворца заняло примерно 8 лет, с 1830 по 1838 годы.
Первым был построен жилой квартал гарема, затем мехмонхона — место для официальных приёмов, и последним — арзхона, зал суда.
Мунис писал, что лучшие зодчие того времени были посажены на кол из-за того, что отказывались построить дворец за два года. Усто Каландару Хиваги понадобилось для этого 8 лет.

## Архитектура
В южной части двора гарема построены маленькие айваны, четыре из которых были предназначены для жен хана (согласно Шариату мужчина мог иметь не более четырёх жен), пятый айван, богато украшенный служил жилой комнатой для хана. В каждом айване есть жилое помещение для слуг. Гарем обустроен в соответствии с Хорезмской традицией оформления женской половины (ичан хаули). Некоторые детали оборонительной крепости присутствуют в дизайне дворца, что соответствует уединенному образу жизни обитательниц гарема. После гарема была построена мехмонхона (Ишрат-хаули). Квадратный двор с круглым возвышением для юрты полностью застроен комнатами и айванами. Южный айван служил для проведения церемоний и приёмов посланников. Айваны мехмонхоны, украшенные майоликой со светлым разрисованным потолком и маленькими башнями по бокам, схожи по интерьеру с театром и полны торжественности. Арзхона (зал суда) расположена в юго-западной части Таш-Хаули. Она вдвое больше чем мехмонхона. Также как и мехмонхона, арзхона украшена майоликой. Работа была сделана знаменитым мастером Абдуллой, по прозвищу Гений. Этот мастер украшал все дворы Таш-Хаули.

## Правитель
Период правления Алла-Кули-хана характеризуется сильной властью хана, успешной международной политикой и прогрессом в торговле с Россией. И как результат, появилась возможность богато украшать здания. Дворец Алла-Кули-хана, наиболее выдающийся архитектурный объект XIX века. Небольшие реставрационные работы не изменили своеобразие дворца, и он вполне может считаться музеем хивинской архитектуры того времени. Размеры: общий: 80×80 м; гарем: 80×42 м; двор гарема: 49×15 м; мехмонхона: 43×36,5 м; арзхана: 35×40 м.